# هلیکوپتر ایلا
هلیکوپتر ایلا (به هندی: Helicopter Eela) فیلمی محصول سال ۲۰۱۸ و به کارگردانی پرادیپ سرکار است. در این فیلم بازیگرانی همچون کاجول، ریدهی سن، توتا روی چادهوری، نیها دوپیا، ذاکر حسین، موکش ریشی ایفای نقش کرده‌اند.